# Night Crawler
«Night Crawler» es una canción de la banda británica de heavy metal Judas Priest, incluida como la sexta pista del álbum Painkiller de 1990. En 1992 se publicó como su tercer y último sencillo bajo el sello Columbia Records, y a las pocas semanas llegó hasta el puesto 58 en los UK Singles Chart.
Al igual que muchas de sus canciones fue escrita por Rob Halford, K.K. Downing y Glenn Tipton, cuyas letras tratan sobre una bestia que surge del infierno para devorar a la gente.
Por otro lado, el tema fue editado para su lanzamiento como sencillo que además incluye las versiones en vivo de «Breaking the Law» y «Living After Midnight», que fueron grabadas en Brasil el 16 de enero de 1991.

## Lista de canciones
| N.º | Título                            | Duración |  |
| 1.  | «Night Crawler»                   | 4:06     |  |
| 2.  | «Breaking the Law» (en vivo)      | 2:51     |  |
| 3.  | «Living After Midnight» (en vivo) | 4:47     |  |

## Músicos
- Rob Halford: voz
- K.K. Downing: guitarra eléctrica
- Glenn Tipton: guitarra eléctrica
- Ian Hill: bajo
- Scott Travis: batería
- Don Airey: sintetizador (músico invitado)